# George De Peana
George De Peana, född 5 juli 1936, död 26 juli 2021, var en friidrottare från Guyana. Han deltog vid olympiska sommarspelen 1960.